# بادقپک کدر
بادقپک کدر (نام علمی: Collocalia neglecta) پرنده‌ای کوچک از خانواده بادخورکان تندرو است. این گونه بومی جزایر سوندای کوچک در اندونزی است. در گذشته به عنوان یک زیرگونه از بادقپک درخشان در نظر گرفته می‌شد.
دو زیرگونه وجود دارد:
- زیرگونه C. n. neglecta Gray, GR، ۱۸۶۶ - در جزایر سوندای کوچک
- زیرگونه C. n. perneglecta Mayr، ۱۹۴۴ - در جزایر سوندای کوچک شرقی و مرکزی